# Kornhausplatz
La Kornhausplatz es una plaza en la Ciudad vieja de Berna, el centro medieval de Berna, Suiza. Está en el límite de la Zähringerstadt, que se levantó durante la fundación de la ciudad en 1191, aunque la plaza se construyó más tarde. Se encuentra cerca del Kornhausbrücke ("puente del granero") y de la torre del reloj Zytglogge. Está considerada como Patrimonio Cultural de la Humanidad de la UNESCO, al igual que el resto de la Ciudad vieja.

## Historia

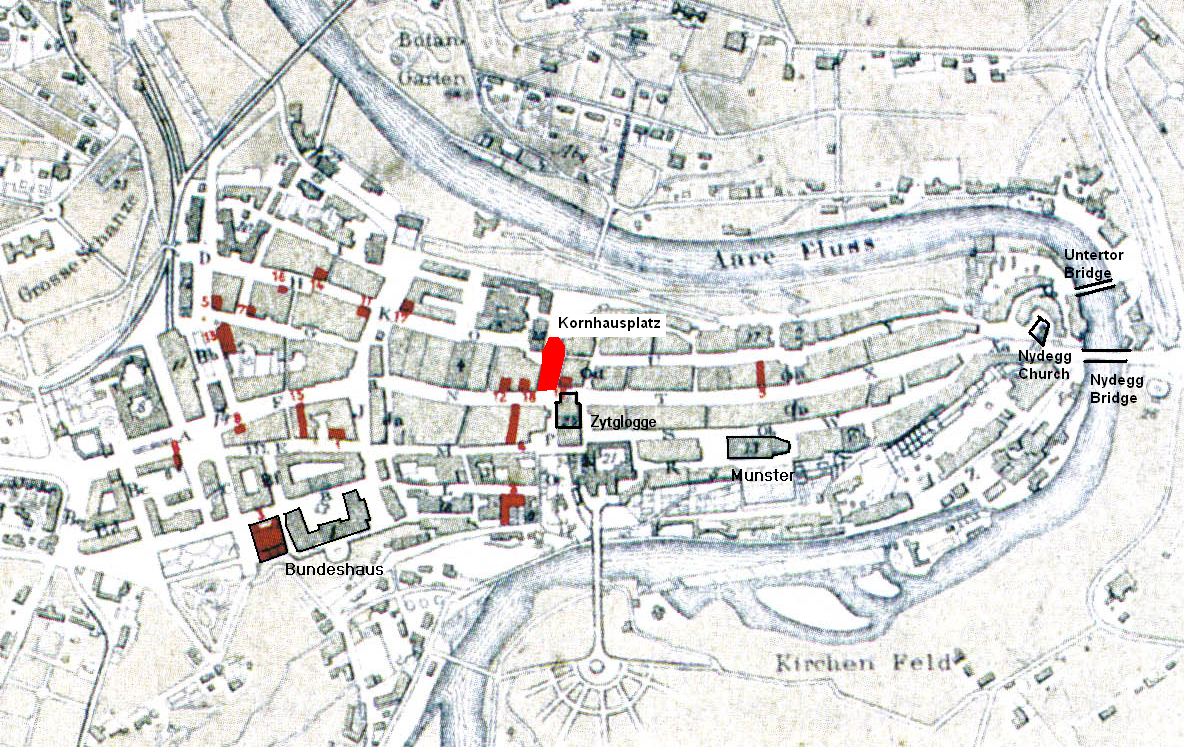
Casco antiguo de Berna, con la Kornhausplatz resaltada

La Kornhausplatz está construida sobre el foso que rodeaba la muralla original de la ciudad.  Tras el Gran Incendio de 1405, el foso (conocido como Steininbrügg-Graben) se rellenó para construir una plaza. Durante unos tres siglos fue conocida como Platz (literalmente, "plaza"). En 1545 o 1546, Hans Gieng construyó la Kindlifresserbrunnen (en bernés, "fuente del devorador de niños") en la plaza para sustituir a una fuente de madera. Originalmente se conocía como Platzbrunnen ("fuente de la plaza"), y hasta 1666 no se usó el nombre actual.

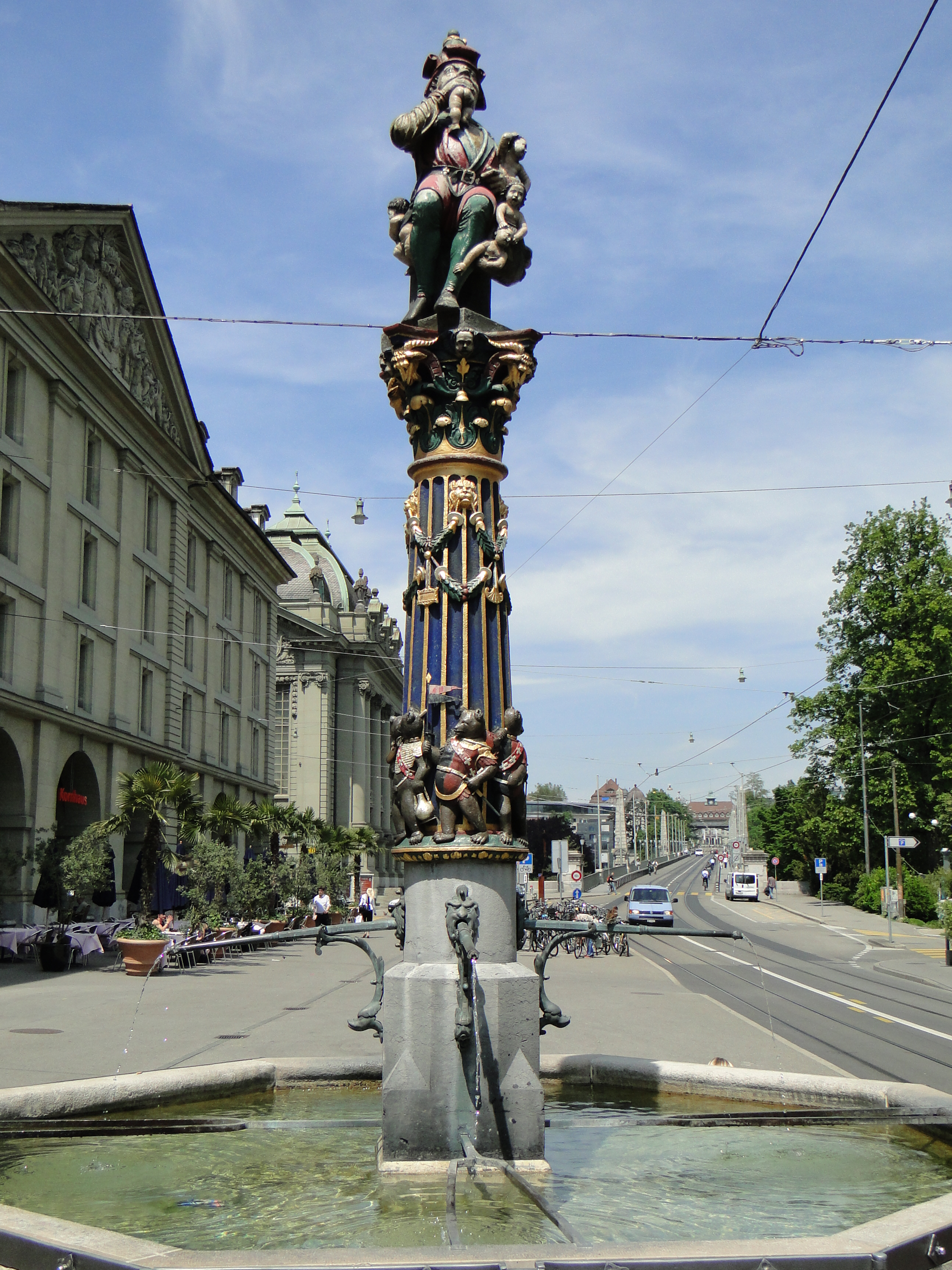
Kindlifresserbrunnen en Kornhausplatz, mirando hacia Kornhausbrücke.

Entre 1711 y 1715 se construyó el Kornhaus (en alemán, "granero") en el lado occidental de la plaza. Tras la construcción del Kornhaus, se empezó a conocer la plaza como Kornhausplatz o Kornmarkt ("mercado de cereales").